# Ágios Geórgios (Paphos)
Pour les articles homonymes, voir Ágios Geórgios.
Ágios Geórgios (grec moderne : Άγιος Γεώργιος) est un village de Chypre de plus de 101 habitants.